# Gemini G.E.L.
Gemini G.E.L. ist eine Druck-Werkstatt in Los Angeles, Kalifornien, USA, die von und für bildende Künstler tätig ist und gleichzeitig Verleger von Drucken und Skulpturen in kleiner, begrenzter Auflage ist.

## Geschichte
Seit den 1966 hat Gemini mit mehrheitlich US-amerikanischen Künstlern zusammengearbeitet, um Editionen von Werken in verschiedenen Techniken wie Lithographie, Radierung, Druck und Holzschnitt sowie in verschiedenen Materialien der Bildhauerei zu schaffen und zu verbreiten.
1981 hat die National Gallery of Art in Washington, D.C. ein G.E.L.-Archiv eingerichtet. Es dient als Studienzentrum für Wissenschaftler und Sammler und zeigt die gesamte Geschichte der Werkstatt.

## Künstler der Werkstatt (Auswahl)
- James Rosenquist
- Robert Rauschenberg
- Isamu Noguchi
- Robert Motherwell
- Roy Lichtenstein
- Willem de Kooning
- Richard Serra
- Elizabeth Murray
- John Baldessari